# Fernando Manuel Costa Santos
Fernando Manuel Costa Santos (Lisboa 10 d'octubre de 1954) és un entrenador de futbol i exfutbolista de Portugal. En l'actualitat és seleccionador de la selecció de l'Azerbaidjan.

## Carrera
Havent començat la seva carrera futbolística al Sport Lisboa i Benfica, va passar pel CS Marítim i GD Estoril-Praia, on va començar la seva carrera com a entrenador de futbol la temporada de 1987/88.
Es va mantenir com a entrenador del GD Estoril-Praia fins a la temporada 1993/94 quan fou reemplaçat per Carlos Manuel.
La temporada següent es va incorporar com a entrenador en el CF Estrela dona Amadora, on va cridar l'atenció de diversos clubs nacionals i internacionals en obtenir els millors resultats de la història d'aquest club. Aquest èxit donaria lloc al seu salt al FC Porto per a la campanya 1998-99, on va guanyar un inèdit pentacampionat, arribant a ser conegut com l'Enginyer de la Penta. Va romandre en el club fins al 2001 i va donar el salt al campionat grec per dirigir a l'AEK Atenes, obtenint la 2a plaça. No obstant això, les dificultats financeres del club i la fugida dels seus millors jugadors va fer que Fernando Santos fitxés pel rival de la capital grega, el PAE Panathinaikos. Va acabar deixant el seu lloc la meitat de la temporada per decisió personal.
La temporada 2003/04, va esdevenir entrenador del Sporting Clube de Portugal, al que va deixar al final de temporada. Es va dirigir de nou a l'AEK Atenes, ara presidit per l'ex jugador Nikolaidis, on durant dues temporades va situar a l'equip en la Lliga de Campions, un resultat extraordinari per a un equip gairebé en fallida.
Després de la sortida de Ronald Koeman del Sport Lisboa i Benfica, es va fer càrrec com a entrenador del club que el va veure néixer en el món del futbol i del que era seguidor i soci, convertint-se així en el primer portuguès que dirigeix als tres grans de Portugal.
El 3 de setembre de 2007 Santos torna a Grècia una vegada més, aquesta vegada per entrenar a la PAOK Salónica FC.
L'1 de juliol de 2010, fou anunciat com el nou seleccionador de la selecció grega de futbol. Va classificar al conjunt hel·lè per l'Eurocopa 2012, on fou eliminada en quarts de final davant Alemanya. També aconsegueix portar a Grècia al Mundial 2014, però deixa el càrrec de seleccionador després d'aquest torneig. Amb una agònica victòria de la selecció grega contra Costa d'Ivori en la fase de grups, va aconseguir classificar al conjunt hel·lè per a vuitens de final de la competició per primera vegada en la seva història, sent eliminat en aquesta ronda enfront de la selecció de Costa Rica en el torn de penals.
Al setembre de 2014, és triat com a nou seleccionador de la Selecció de futbol de Portugal, després que la Federació Portuguesa de Futbol acomiadés a l'antic entrenador del combinat lusità, Paulo Bento, després d'un desastrós Mundial i després d'una, considerada pels mitjans de comunicació portuguesos, vergonyosa derrota davant Albània en el primer partit de la fase de classificació per l'Eurocopa 2016.

## Clubs

### Com a jugador
| Club                   | País     | Any         |
| ---------------------- | -------- | ----------- |
| Sport Lisboa i Benfica | Portugal | 1966 - 1971 |
| CS Marítim             | Portugal | 1971 - 1973 |
| GD Estoril-Praia       | Portugal | 1973 - 1975 |

### Com a entrenador
| Club                           | País     | Any            |
| ------------------------------ | -------- | -------------- |
| GD Estoril-Praia               | Portugal | 1987 - 1994    |
| CF Estrela dona Amadora        | Portugal | 1994 - 2008    |
| FC Porto                       | Portugal | 1998 - 2001    |
| AEK Atenes                     | Grècia   | 2001 - 2002    |
| PAE Panathinaikos              | Grècia   | 2002 - 2003    |
| Sporting Clube de Portugal     | Portugal | 2003 - 2004    |
| AEK Atenes                     | Grècia   | 2004 - 2006    |
| Sport Lisboa i Benfica         | Portugal | 2006 - 2007    |
| PAOK Salónica FC               | Grècia   | 2007 - 2010    |
| Selecció de futbol de Grècia   | Grècia   | 2010 - 2014    |
| Selecció de futbol de Portugal | Portugal | 2014 - Present |